# Izoelektronowość
Izoelektronowość – cecha dwóch lub więcej indywiduów chemicznych polegająca na posiadaniu takiej samej liczby elektronów walencyjnych oraz takiej samej budowy cząsteczek. Związki izoelektronowe mogą być zbudowane z różnych atomów, ale ich liczba i układ wiązań są takie same. Przykładem izoelektronowości są cząsteczki N≡N, N≡O+ i C≡O – wszystkie trzy mają 10 elektronów walencyjnych i podobny charakter wiązań. Są one również izolobalne.
Inne przykłady par izoelektronowych
- Cząsteczki:
  - CH2=N+=N− i CH2=C=O[1]
  - HC≡CH i HB−≡N+H
- Atomy i jony:
  - Na+ i Ne; konfiguracja elektronowa: [He]2s22p6
  - Cl− i Ar; konfiguracja elektronowa: [Ne]3s23p6

Do związków, które mimo identycznej liczbie elektronów walencyjnych nie są izoelektronowe ze względu na różną budowę należy para Me2C=O i Me–N=N–Me (każda z cząsteczek ma łącznie 24 elektrony walencyjne).